# بين ماهر
بين ماهر (بالإنجليزية: Ben Maher)‏ هو لاعب فروسية استعراضية ‏ بريطاني، ولد في 30 يناير 1983 في منطقة أنفيلد في المملكة المتحدة.

## وصلات خارجية
- الموقع الرسمي
- بين ماهر على موقع الاتحاد الدولي للفروسية (الإنجليزية)
- بين ماهر على موقع FEI (رابط بديل) (الإنجليزية)
- بين ماهر على موقع اللجنة الأولمبية الدولية (الإنجليزية)
- بين ماهر على موقع أوليمبيديا (الإنجليزية)
- بين ماهر على موقع اللجنة الأولمبية البريطانية (الإنجليزية)